# Ernst Faulstich
Ernst Christian Hermann Faulstich (* 19. Februar 1863 in Gartz (Oder); † 5. September 1925 in Stralsund) war ein deutscher Klassischer Philologe und Gymnasiallehrer.

## Leben
Nach dem Besuch der Gymnasien in Gartz und in Neustettin (Abitur Michaelis 1880) studierte Faulstich erst Rechtswissenschaften an der Universität Leipzig, bevor er sich der klassischen Philologie und der Geschichte zuwandte. Seine Studien führten ihn über weitere Universitäten in Jena, Berlin und Greifswald nach Kiel, wo er 1889 das Staatsexamen ablegte. Während seines Studiums wurde er 1881 Mitglied der Leipziger Burschenschaft Germania. Sein Seminarjahr absolvierte er dann am Wilhelms-Gymnasium in Stettin und das Probejahr am Gymnasium seiner Heimatstadt Gartz. Danach war er als Privatlehrer und als wissenschaftlicher Hilfslehrer an den Gymnasien von Gartz, Stolp, Anklam und Schlawe tätig. Ostern 1899 übernahm er eine Vertretungsstelle am Gymnasium Stralsund, wurde dort noch im gleichen Jahr Oberlehrer. 1913 wurde er zum Nachfolger des verstorbenen Direktors Wilhelm Hahn berufen und blieb bis zu seinem Tod Direktor des Gymnasiums Stralsund. Unter seinem Direktorat stürzte im November 1919 ein Gewölbe im Remter des Katharinenklosters ein; die Schule wurde daraufhin in ein Ausweichquartier an der Ecke Frankenwall / Weidendamm verlagert. Erst nach jahrelangen Sicherungsarbeiten konnte sie im Januar 1925 ins Katharinenkloster zurückkehren. Faulstich hielt zu diesem Anlass den Festvortrag, der einen Überblick über die Geschichte des Gymnasiums und seines Gebäudes gibt.
Er verfasste eine Reihe von Abhandlungen im Rahmen der Schulprogramme des Gymnasiums.

## Schriften
- Zur Geschichte Stralsunds in der Zeit der Grafenfehde. Königl. Regierungs-Buchdruckerei, 1902 (Schulprogramm 1902)
- Schülerarbeiten aus dem XVII. und XVIII. Jahrhundert. Königl. Regierungs-Buchdruckerei, 1910 (Schulprogramm 1910)